# Остужев Олександр Олексійович
Олександр Олексійович Остужев (справжнє прізвище — Пожеж; 16 [28] квітня 1874 Воронеж — 1 березня 1953, Москва) — російський радянський актор. Народний артист СРСР (1937). Лауреат Сталінської премії першого ступеня (1943). Остужев став провідним актором Малого театру в 1898 році.
Повністю втратив слух до 1910 року, проте продовжував грати головні ролі до 1952 року.